# Parigi-Nizza 1982
La Parigi-Nizza 1982, quarantesima edizione della corsa, si svolse dall'11 al 18 marzo su un percorso di 1 186 km ripartiti in 7 tappe (la settima suddivisa in due semitappe) più un cronoprologo. Fu vinta dall'irlandese Sean Kelly davanti al francese Gilbert Duclos-Lassalle e al belga Jean-Luc Vandenbroucke.

## Tappe
| Tappa  | Data     | Percorso                                | km    | Vincitore di tappa    | Leader cl. generale     |
| ------ | -------- | --------------------------------------- | ----- | --------------------- | ----------------------- |
| Prol.  | 11 marzo | Luingne (cron. individuale)             | 5.7   | Bert Oosterbosch      | Bert Oosterbosch        |
| 1ª     | 12 marzo | Châlons-sur-Marne > Montereau           | 174   | Jean-François Chaurin | Jean-François Chaurin   |
| 2ª     | 13 marzo | Avallon > Montluçon                     | 214   | Sven-Åke Nilsson      | Jean-François Chaurin   |
| 3ª     | 14 marzo | Vichy > Saint-Étienne                   | 182   | Sean Kelly            | Sean Kelly              |
| 4ª     | 15 marzo | Montélimar > Miramas                    | 175   | Adrie van der Poel    | Sean Kelly              |
| 5ª     | 16 marzo | Miramas > La Seyne-sur-Mer              | 158   | Sean Kelly            | Sean Kelly              |
| 6ª     | 17 marzo | La Seyne-sur-Mer > Mandelieu-la-Napoule | 185   | Pierre Bazzo          | Gilbert Duclos-Lassalle |
| 7ª-1ª  | 18 marzo | Mandelieu-la-Napoule > Nizza            | 60    | Sean Kelly            | Sean Kelly              |
| 7ª-2ª  | 18 marzo | Nizza > Col d'Èze (cron. individuale)   | 11    | Sean Kelly            | Sean Kelly              |
| Totale | Totale   | Totale                                  | 1 186 |                       |                         |

## Dettagli delle tappe

### Prologo
- 11 marzo: Luingne > Luingne (cron. individuale) – 5,7 km

Risultati
| Pos. | Corridore        | Squadra    | Tempo |
| ---- | ---------------- | ---------- | ----- |
| 1    | Bert Oosterbosch | DAF Trucks | 7'18" |
| 2    | Alain Bondue     | La Redoute | a 9"  |
| 3    | Sean Kelly       | Sem        | a 10" |

| Pos. | Corridore        | Squadra    | Tempo |
| ---- | ---------------- | ---------- | ----- |
| 1    | Bert Oosterbosch | DAF Trucks | 7'18" |
| 2    | Alain Bondue     | La Redoute | a 9"  |
| 3    | Sean Kelly       | Sem        | a 10" |

### 1ª tappa
- 12 marzo: Châlons-sur-Marne > Montereau – 174 km

Risultati
| Pos. | Corridore             | Squadra    | Tempo    |
| ---- | --------------------- | ---------- | -------- |
| 1    | Jean-François Chaurin | Sem        | 5h29'50" |
| 2    | Roger De Vlaeminck    | DAF Trucks | a 6'11"  |
| 3    | Étienne De Wilde      | La Redoute | s.t.     |

| Pos. | Corridore             | Squadra    | Tempo    |
| ---- | --------------------- | ---------- | -------- |
| 1    | Jean-François Chaurin | Sem        | 5h37'54" |
| 2    | Bert Oosterbosch      | DAF Trucks | a 5'25"  |
| 3    | Alain Bondue          | La Redoute | a 5'34"  |

### 2ª tappa
- 13 marzo: Avallon > Montluçon – 214 km

Risultati
| Pos. | Corridore               | Squadra    | Tempo    |
| ---- | ----------------------- | ---------- | -------- |
| 1    | Sven-Åke Nilsson        | Wolber     | 5h55'42" |
| 2    | Gilbert Duclos-Lassalle | Peugeot    | a 4"     |
| 3    | Jean-Luc Vandenbroucke  | La Redoute | s.t.     |

| Pos. | Corridore               | Squadra | Tempo     |
| ---- | ----------------------- | ------- | --------- |
| 1    | Jean-François Chaurin   | Sem     | 11h33'59" |
| 2    | Sean Kelly              | Sem     | a 5'12"   |
| 3    | Gilbert Duclos-Lassalle | Peugeot | a 5'13"   |

### 3ª tappa
- 14 marzo: Vichy > Saint-Étienne – 182 km

Risultati
| Pos. | Corridore          | Squadra    | Tempo    |
| ---- | ------------------ | ---------- | -------- |
| 1    | Sean Kelly         | Sem        | 4h39'40" |
| 2    | Roger De Vlaeminck | DAF Trucks | s.t.     |
| 3    | Francis Castaing   | Peugeot    | s.t.     |

| Pos. | Corridore               | Squadra      | Tempo     |
| ---- | ----------------------- | ------------ | --------- |
| 1    | Sean Kelly              | Sem          | 16h18'55" |
| 2    | Gilbert Duclos-Lassalle | Peugeot      | a 1"      |
| 3    | Joop Zoetemelk          | Coop-Mercier | a 15"     |

### 4ª tappa
- 15 marzo: Montélimar > Miramas – 175 km

Risultati
| Pos. | Corridore          | Squadra    | Tempo    |
| ---- | ------------------ | ---------- | -------- |
| 1    | Adrie van der Poel | DAF Trucks | 4h41'11" |
| 2    | Klaus-Peter Thaler | Puch       | s.t.     |
| 3    | Roger De Vlaeminck | DAF Trucks | s.t.     |

| Pos. | Corridore               | Squadra      | Tempo     |
| ---- | ----------------------- | ------------ | --------- |
| 1    | Sean Kelly              | Sem          | 21h00'06" |
| 2    | Gilbert Duclos-Lassalle | Peugeot      | a 1"      |
| 3    | Joop Zoetemelk          | Coop-Mercier | a 15"     |

### 5ª tappa
- 16 marzo: Miramas > La Seyne-sur-Mer – 158 km

Risultati
| Pos. | Corridore               | Squadra | Tempo    |
| ---- | ----------------------- | ------- | -------- |
| 1    | Sean Kelly              | Sem     | 4h06'11" |
| 2    | Gilbert Duclos-Lassalle | Peugeot | s.t.     |
| 3    | René Bittinger          | Sem     | a 2"     |

| Pos. | Corridore               | Squadra    | Tempo     |
| ---- | ----------------------- | ---------- | --------- |
| 1    | Sean Kelly              | Sem        | 25h06'17" |
| 2    | Gilbert Duclos-Lassalle | Peugeot    | a 1"      |
| 3    | Bert Oosterbosch        | DAF Trucks | a 28"     |

### 6ª tappa
- 17 marzo: La Seyne-sur-Mer > Mandelieu-la-Napoule – 185 km

Risultati
| Pos. | Corridore               | Squadra      | Tempo    |
| ---- | ----------------------- | ------------ | -------- |
| 1    | Pierre Bazzo            | La Redoute   | 5h03'01" |
| 2    | Frederic Vichot         | Coop-Mercier | a 4'03"  |
| 3    | Gilbert Duclos-Lassalle | Peugeot      | s.t.     |

| Pos. | Corridore               | Squadra    | Tempo     |
| ---- | ----------------------- | ---------- | --------- |
| 1    | Gilbert Duclos-Lassalle | Peugeot    | 30h13'22" |
| 2    | Sean Kelly              | Sem        | a 4"      |
| 3    | Bert Oosterbosch        | DAF Trucks | a 44"     |

### 7ª tappa - 1ª semitappa
- 18 marzo: Mandelieu-la-Napoule > Nizza – 60 km

Risultati
| Pos. | Corridore                | Squadra    | Tempo  |
| ---- | ------------------------ | ---------- | ------ |
| 1    | Sean Kelly               | Sem        | 20'50" |
| 2    | Alberto Fernández Blanco | Teka       | a 14"  |
| 3    | Jean-Luc Vandenbroucke   | La Redoute | a 43"  |

| Pos. | Corridore               | Squadra    | Tempo     |
| ---- | ----------------------- | ---------- | --------- |
| 1    | Sean Kelly              | Sem        | 30h34'16" |
| 2    | Gilbert Duclos-Lassalle | Peugeot    | a 40"     |
| 3    | Jean-Luc Vandenbroucke  | La Redoute | a 1'12"   |

### 7ª tappa - 2ª semitappa
- 18 marzo: Nizza > Col d'Èze (cron. individuale) – 11 km

Risultati
| Pos. | Corridore              | Squadra    | Tempo    |
| ---- | ---------------------- | ---------- | -------- |
| 1    | Sean Kelly             | Sem        | 1h29'05" |
| 2    | Adrie van der Poel     | DAF Trucks | s.t.     |
| 3    | Jean-Luc Vandenbroucke | La Redoute | s.t.     |

| Pos. | Corridore               | Squadra    | Tempo     |
| ---- | ----------------------- | ---------- | --------- |
| 1    | Sean Kelly              | Sem        | 32h03'21" |
| 2    | Gilbert Duclos-Lassalle | Peugeot    | a 40"     |
| 3    | Jean-Luc Vandenbroucke  | La Redoute | a 1'12"   |

## Classifiche finali

### Classifica generale
| Pos. | Corridore                | Squadra          | Tempo     |
| ---- | ------------------------ | ---------------- | --------- |
| 1    | Sean Kelly               | Sem-France Loire | 32h03'21" |
| 2    | Gilbert Duclos-Lassalle  | Peugeot-Shell    | a 40"     |
| 3    | Jean-Luc Vandenbroucke   | La Redoute       | a 1'12"   |
| 4    | Bert Oosterbosch         | DAF Trucks       | a 1'23"   |
| 5    | Claude Criquielion       | Splendor         | a 2'05"   |
| 6    | Stephen Roche            | Peugeot-Shell    | a 2'15"   |
| 7    | Hennie Kuiper            | DAF Trucks       | a 2'49"   |
| 8    | Alberto Fernández Blanco | Teka             | a 2'50"   |
| 9    | Michel Laurent           | Peugeot-Shell    | a 3'21"   |
| 10   | Serge Beucherie          | Sem-France Loire | a 4'34"   |